# Diocesi di Lilibeo
La diocesi di Lilibeo (in latino Dioecesis Lilybaetana) è una sede soppressa e sede titolare della Chiesa cattolica.

## Storia
Lilibeo è un'antica città della Sicilia, corrispondente all'odierna Marsala, nell'ovest dell'isola. Tra le testimonianze cristiane più importanti del sito è la vasta zona cimiteriale cristiana con catacombe e ipogei minori.
Secondo un'antica tradizione, non confermata storicamente, la diocesi esisteva già nella prima metà del II secolo e suo primo vescovo noto sarebbe sant'Eustachio. Nel Praedestinatus, opera composta da un anonimo autore nella Gallia meridionale verso la metà del V secolo, si racconta che Eracleone, discepolo dello gnostico Valentino, iniziò a predicare in Sicilia, dove trovò la ferma opposizione dei vescovi Eustachio di Lilibeo e Teodoro di Palermo, che lo denunciarono a papa Alessandro I (105-115). Le cronotassi ricordano un altro santo martire, Gregorio di Lilibeo, vissuto fra III e IV secolo, ma ricordato unicamente nella vita del santo vescovo Gregorio di Girgenti, vissuto fra VII e VIII secolo.
Primo vescovo storicamente documentato è Pascasino, fatto prigioniero e deportato in Africa dai Vandali; ritornato in Sicilia scrisse una lettera nel 442/443 a papa Leone I. In questa viene ricordato un fatto avvenuto nella diocesi di Lilibeo nel 417, che dunque esisteva con certezza in quel periodo. A Pascasino lo stesso papa affidò una lettera per i vescovi siciliani nel 447. Infine lo stesso vescovo, che fu anche dotto matematico e astronomo, è ricordato nella storia del cristianesimo in quanto scelto da papa Leone Magno come suo legato al concilio di Calcedonia del 451, dove su richiesta dello stesso pontefice fissò in modo definitivo la data della Pasqua nella domenica immediatamente successiva al primo plenilunio di primavera.
In seguito non si conoscono più vescovi di Lilibeo fino al termine del VI secolo. Nell'epistolario di papa Gregorio Magno sono documentati due vescovi: Teodoro, menzionato in una lettera del 593 e che risulta essere già morto nel mese di febbraio 595; e Decio, che fu eletto e consacrato nel mese di settembre dello stesso anno e che è ancora documentato nelle lettere del 599. In una di queste si accenna al fatto che la patrizia Adeodata aveva fondato nella sua casa di Lilibeo un monastero femminile in onore dei santi Pietro, Lorenzo, Ermete, Pancrazio, Sebastiano e Agnese, tutti martiri romani.
La diocesi è ancora attestata nel VII e nell'VIII secolo. Il vescovo Elia prese parte al sinodo romano del 649, mentre Teofane fu tra i padri del concilio di Nicea del 787.
Già dai tempi di Gregorio Magno, la Sicilia faceva parte dell'impero bizantino; tuttavia, come emerge dalle lettere del pontefice, le diocesi siciliane non avevano un metropolita e dipendevano tutte da Roma. Solo dalla prima metà dell'VIII secolo, in seguito alle controversie sull'iconoclastia, la Sicilia fu sottratta dall'imperatore Leone III Isaurico alla giurisdizione di Roma e sottomessa al patriarcato di Costantinopoli (circa 732). Così fu anche per Lilibeo, che appare tra le suffraganee di Siracusa nella Notitia Episcopatuum redatta all'epoca dell'imperatore Leone VI e databile all'inizio del X secolo. La situazione descritta da questa Notitia Episcopatuum è tuttavia puramente ideale; infatti a partire dall'827 l'isola venne conquistata dagli Arabi e delle sue diocesi non si hanno più notizie.
Quando la Sicilia fu assoggettata dai Normanni nell'XI secolo, la diocesi di Lilibeo non fu più ricostituita, ed il suo antico territorio entrò a far parte di quello della nuova diocesi di Mazara del Vallo.
Dal 1966 Lilibeo è annoverata tra le sedi vescovili titolari della Chiesa cattolica; dal 3 luglio 1990 l'arcivescovo, titolo personale, titolare è Giuseppe Leanza, già nunzio apostolico nella Repubblica Ceca.

## Cronotassi

### Vescovi
- Sant'Eustachio † (II secolo)
- San Gregorio † (III-IV secolo)
- Pascasino † (prima del 442/443 - dopo il 451)
- Teodoro † (prima del 593 - prima di febbraio 595 deceduto)
- Decio † (prima di settembre 595 - dopo il 599)
- Elia † (menzionato nel 649)
- Teofane † (menzionato nel 787)

### Vescovi titolari
- Henrique Golland Trindade, O.F.M. † (27 marzo 1968 - 16 marzo 1971 dimesso)
- Nicola Cavanna † (21 giugno 1971 - 1º agosto 1977 succeduto vescovo di Asti)
- Carlos Alberto Nicolini † (28 ottobre 1977 - 29 dicembre 1984 nominato vescovo coadiutore di Salto)
- Jesús Gervasio Pérez Rodríguez, O.F.M. † (14 giugno 1985 - 6 novembre 1989 nominato arcivescovo di Sucre)
- Giuseppe Leanza, dal 3 luglio 1990